# Hannes Hopfgartner
Hannes Hopfgartner (* 9. November 1989 in Bruneck, Südtirol) ist ein italienischer Eishockeytorwart, der zuletzt beim HC Pustertal in der italienischen Serie A unter Vertrag stand.

## Karriere
Hannes Hopfgartner begann seine Karriere als Eishockeyspieler in der Jugendabteilung des HC Pustertal. Vor der Saison 2008/09 unterschrieb er einen Vertrag beim SG Pontebba, wo er Back-up von Andrea Carpano war. In Pontebba kam er durch eine Verletzung von Carpano zu insgesamt Einsätzen in der Serie A.
Im Sommer 2009 kehrte er zum HC Pustertal zurück, für den er in der Saison 2010/11 in drei Spielen zwischen den Pfosten stand.

## Erfolge und Auszeichnungen
- 2008 Gewinn der Coppa Italia mit dem SG Pontebba
- 2011 Sieger Coppa Italia mit dem HC Pustertal
- 2011 Vizemeister der Serie A mit dem HC Pustertal